# Scrupocaberea ornithorhyncus
Scrupocaberea ornithorhyncus is een mosdiertjessoort uit de familie van de Candidae. De wetenschappelijke naam van de soort is, als Scrupocellaria ornithorhyncus, voor het eerst geldig gepubliceerd in 1858 door Thomson.